# Ivan Hel
Ivan Andriïovytch Hel (en ukrainien : Іван Андрійович Ґель), né le 17 juillet 1937 à Klizko, dans le Voïvodie de Lviv, alors en  Pologne et mort le 16 mars 2011 à Lviv, en Ukraine,  est un défenseur des droits humains, dissident, homme politique, écrivain et homme de religion ukrainien et soviétique. Il est un des fondateurs du groupe ukrainien d'Helsinki,.

## Biographie
En raison de son refus d'entrer dans les komsomols, Ivan Hel est expulsé en 1954 de son école. En 1954, il suit les cours d'une École de commerce à Sambir, puis s'installe à Lviv.
En 1965, après avoir distribué des samizdat, il est arrêté et condamné à trois ans de camp, qu'il effectue à Doubravlag en Mordovie. En 1972, il est à nouveau arrêté et condamné pour agitation et propagande antisoviétique à 16 ans d'emprisonnement et 5 ans d'exil.
Avec la Perestroïka, il revient début 1987 à Lviv, où il collabore avec Viatcheslav Tschornovil à la revue Le Messager ukrainien (Український вісник) comme membre de la rédaction. Il prend également la direction du comité de l'Église gréco-catholique ukrainienne, et devient un homme politique actif en Ukraine.
Il meurt à Lviv et est enterré au cimetière Lytchakivskiy.

## Distinctions
- Médaille du Prince Yaroslav le Sage 5e classe (2002) ;
- Ordre du Prince Yaroslav le Sage 4e. classe (2006)[5] ;
- Ordre de la Liberté (2009) pour sa contribution importante à la renaissance de l'Église catholique grecque ukrainienne[6].

## Œuvre
- (uk) Виклик системі. Украинское освободительное движение второй половины ХХ ст [« Le défi au système. Le mouvement de libération ukrainien dans la deuxième moitié du XXe siècle »], Lviv, Часопис,‎ 2013 (ISBN 9789662720129)[7].